# Women's Royal Air Force

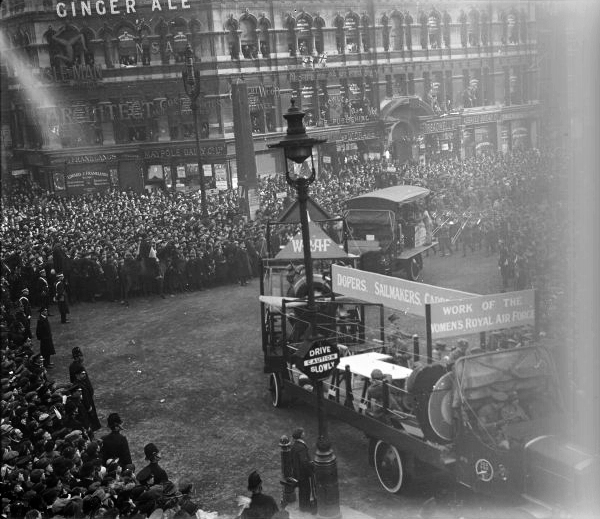
Parade van de WRAF in Londen in 1918, na het einde van de Eerste Wereldoorlog

De Women's Royal Air Force (1918–1920) van de Britse luchtmacht was de vrouwen gereserveerde eenheid van dat onderdeel van de strijdkrachten.
De Britse regering werd tijdens de Eerste Wereldoorlog door de enorme verliezen aan het front en de mobilisatie van een groot deel van de mannelijke bevolking geconfronteerd met een gebrek aan arbeidskrachten. Dat gold voor het front en ook voor de industrie en de landbouw.
De gekozen oplossing was het massaal inschakelen van vrouwen. Het leger verbrak een eeuwenoude traditie en trok vrouwen aan om de mannen aan het front te ondersteunen. Zij werden geen vechtende soldaat maar vielen wel onder de krijgstucht.
Het werven van vrouwen voor ondersteunende functies in de luchtmacht was een groot succes. De luchtmacht leidde de vrijwilligsters op tot technicus of chauffeur. Van uitzending naar Frankrijk is het niet gekomen. De Women's Royal Air Force werd in 1920 ontbonden.
De mobilisatie van vrouwen in leger en industrie heeft in het Verenigd Koninkrijk de emancipatie van de vrouw en de strijd voor vrouwenkiesrecht een enorme stimulans gegeven. 
De laatste WRAF veteraan was Florence Green die in februari 2012 stierf.